# Nika Kocharov & Young Georgian Lolitaz
Nika Kocharov & Young Georgian Lolitaz es un grupo musical georgiano de género Rock alternativo e Indie rock.
Fue fundado en el año 2000 en la ciudad-capital georgiana de Tiflis, por sus cuatro componentes: Nika Kocharov, Gia Iashvili, Nick Davitashvili y Dima Oganesian.
El 15 de diciembre de 2015, mediante elección interna nacional por la compañía "Radiodifusión Pública de Georgia" (GPB), fueron elegidos representantes de Georgia en el Festival de la Canción de Eurovisión 2016, celebrado en Estocolmo, Suecia.
El 15 de febrero de 2016, la GPB presentó la canción con la que acutarían en el LXI Festival de Eurovisión, «Midnight Gold» (en español: «Oro de medianoche»), obteniendo el vigésimo puesto en la gran final, con 104 puntos.

## Miembros
- Nika Kocharov (Vocalista y guitarrista)
- Gia Iashvili (Vocalista y bajista)
- Nick Davitashvili (Guitarrista y tecladista)
- Dima Oganesian (Batería)